# Wierdsma (geslacht)
Wierdsma (ook: Rypperda Wierdsma en Wichers Wierdsma) is een bestuurdersgeslacht oorspronkelijk afkomstig uit Friesland.

## Geschiedenis
De stamreeks begint met Pieter Wierdsma wiens zoon vermeld wordt te Leeuwarden en wiens kleinzoon dr. Petrus Wierdsma (1704-1744) lid van de vroedschap en schepen van die stad was. Ook in latere generaties leefden lokale en provincale bestuurders, alsmede militairen, juristen, bedrijfsbestuurders en een kunstenares.
In 1798 trouwde mr. Pieter Wierdsma (1776-1846) met Johanna Elisabeth Wichers (1778-1856) waarna de geslachtsnaam Wichers Wierdsma door nageslacht werd aangenomen; deze tak stierf in 1987 uit.
In 1843 trouwde Rombertus Franciscus Wierdsma (1808-1870) met Rebecka Rypperda (1822-1851) en nageslacht nam de naam Rypperda Wierdsma/Rijpperda Wierdsma aan. Een tak daarvan emigreerde naar de Verenigde Staten.

## Enkele telgen
Dr. Petrus Wierdsma (1704-1744), medisch doctor, lid van de vroedschap en schepen van Leeuwarden
- Mr. Petrus Wierdsma (1729-1811), lid van de vroedschap van Leeuwarden, secretaris departementaal bestuur van Friesland, staatsraad
  - Mr. Pieter Wierdsma (1776-1846), president van het provinciaal gerechtshof van Friesland; trouwde in 1798 met Johanna Elisabeth Wichers (1778-1856), telg uit de niet-adellijke tak van het geslacht Wichers
    - Mr. Cornelis Wichers Wierdsma (1823-1902), grietman en burgemeester
      - Pieter Wierdsma (1851-1913)
        - Sebald Godfried Wichers Wierdsma (1894-1987), laatste telg van de tak Wichers Wierdsma

      - Mr. Wiardus Willem Wichers Wierdsma (1853-1946), burgemeester, plaatsvervangend kantonrechter, voorzitter Raad van Beroep voor de directe belastingen te Amsterdam
        - Roline Wichers Wierdsma (1891-1970), graficus, tekenaar en medailleur
- Rombertus Aeneas Wierdsma (1736-1812), drossaard
  - Petrus Emilius Wierdsma (1765-1836), griffier vredegerecht, notaris en burgemeester van Oisterwijk
    - Rombertus Franciscus Wierdsma (1808-1870), griffier vredegerecht, kantonrechter, lid van Provinciale Staten van Noord-Brabant; trouwde in 1843 met met Rebecka Rypperda (1822-1851)
      - Jan Volkert Wìerdsma (1846-1917), luitenant-ter-zee, president-directeur der Holland-Amerika-lijn
        - Johan Rypperda Wierdsma (1873-1948), directeur der Holland-Amerika-lijn
        - Dr. Arnold Rypperda Wierdsma (1876-1922), arts, psychiater; trouwde in 1903 met Elizabeth Mees (1878-1964), dochter van Pieter Rudolf Mees (1849-1931), lid gemeenteraad van Rotterdam, van Provinciale Staten van Zuid-Holland en van de Tweede Kamer Staten-Generaal
          - Prof. mr. Jan Volkert Rijpperda Wierdsma (1904-1981), gewoon hoogleraar staatsrecht aan de Universiteit Leiden, lid raad van State
          - Dr. Arnold Rypperda Wierdsma (1905-1988), arts en laatste mannelijke naamdrager Rypperda Wierdsma in Nederland

      - Arnolda Catharina Helena Roelanda Wierdsma (1848-1926); trouwde in 1872 met Willem Ernst August Wüpperman (1845-1912), luitenant-generaal der cavalerie

Geslachten die opgenomen zijn in het sinds 1910 verschijnende genealogische naslagwerk Nederland's Patriciaat. Lijst volgens opgave van het CBG Centrum voor familiegeschiedenis.
A · B · C · D · E · F · G · H · I · J · K · L · M · N · O · P · Q · R · S · T · U · V · W · Y · Z